# Suneido
Suneido è un linguaggio di programmazione interpretato per Microsoft Windows.
Simile a Python, Tcl, Perl, Scheme e Ruby. Suneido include il linguaggio, un database client-server e un ambiente di sviluppo. La prima versione risale al 2000, l'ultima al 21 ottobre 2007.